# شهرک اجوکیشن
شهرک اجوکیشن (به انگلیسی: Education Town) یک منطقهٔ مسکونی در پاکستان است که در لاهور واقع شده‌است.